# Colletia paradoxa
Colletia paradoxa är en brakvedsväxtart som först beskrevs av Spreng., och fick sitt nu gällande namn av Escalante. Colletia paradoxa ingår i släktet Colletia och familjen brakvedsväxter. Inga underarter finns listade i Catalogue of Life.

## Bildgalleri

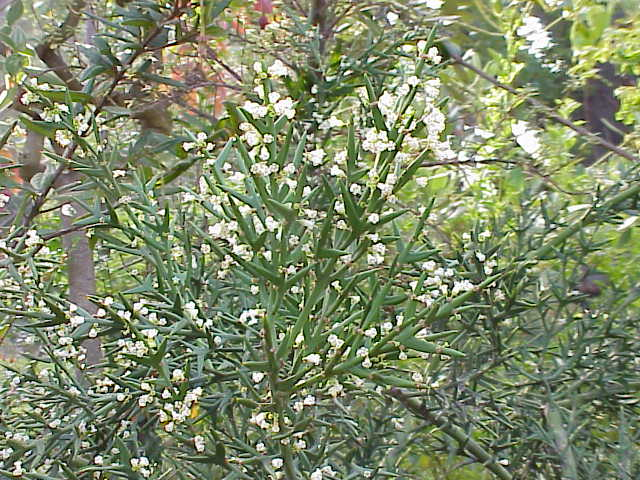
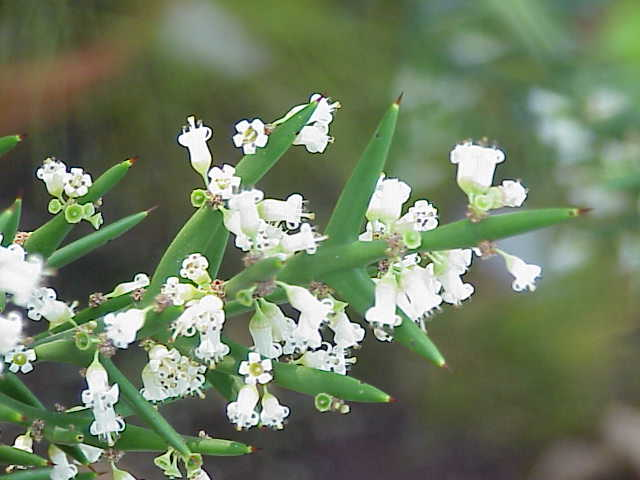
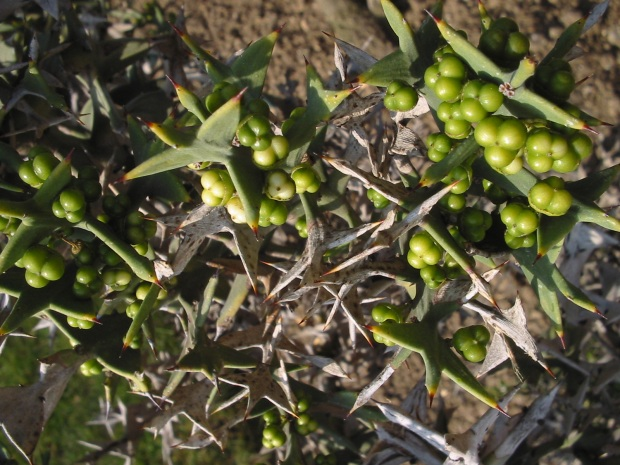
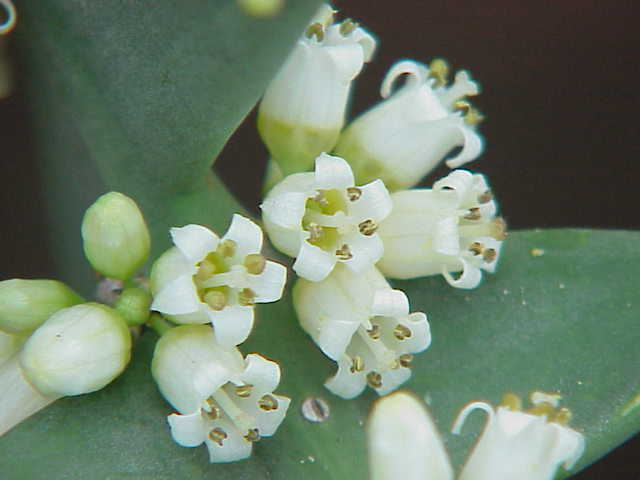
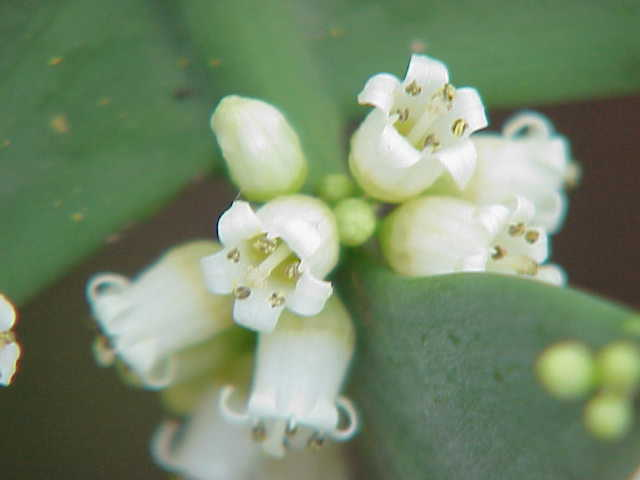
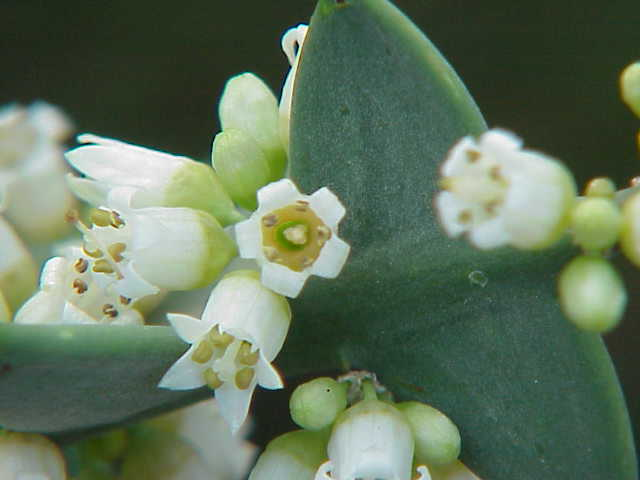